# سعادت علیشاه
محمّدکاظم اصفهانی معروف به شیخ زین‌الدّین و مشهور به طاووس العرفا و در طریقت ملقّب به سعادت علیشاه، جانشین قطب پیشین سلسله نعمت‌اللهی سلطان‌علیشاهی گنابادی رحمت علیشاه است. ایشان قطب سی و سوم سلسلهٔ نعمت‌اللهی سلطانعلیشاهی گنابادی بعد از غیبت امام دوازدهم است. وی در اصفهان متولّد گردید. تاریخ دقیق ولادتش در منبعی مشاهده نشده است. وی از احفاد شیخ زین الدین معروف اصفهانی است. شیخ زین الدین معروف اصفهانی هم عالم علوم ظاهری و شریعت و هم سالک طریقت بوده است.اولاد وی در هر دو رشته وارد بوده‌اند چنان‌که رشتهٔ پسری اوّل وی شیخ محمد زین الدّین اصفهانی است که وی از علمای سرشناس اوائل [دوره  قاجاریه] بوده است؛ و رشتهٔ دختری اوّل آنان حاج محمّدحسین حسینعلی شاه از اقطاب سلسله نعمت اللّهی بوده است که جمع بین ظاهر و باطن داشته و بزرگترین شاگرد دائی خود آقا محمّد در فقاهت بوده و سپس خدمت نورعلیشاه اصفهانی رسیده است.
حاج محمدکاظم اصفهانی سعادت علیشاه قطب سلسله نعمت‌اللهی در تاریخ ۲۲ محرم سال ۱۲۹۳ هجری قمری درگذشت و پیش از فوت، حاج ملاسلطانمحمد بیدختی سلطانعلیشاه را به عنوان جانشین خود و قطب سلسله نعمت‌اللهی بلقب  سلطانعلیشاه مفتخر و انتخاب کرد.از آن پس سلسله نعمت‌اللهی به نام سلسله نعمت‌اللهی سلطانعلیشاهی گنابادی معروف شده است.

## ذکر سعادت علیشاه اصفهانی در کتب تذکره
شیخ اسدالله ایزدگشسب گلپایگانی درویش ناصرعلی در کتاب شمس التّواریخ در ذکر شرح حال حاج محمّدکاظم اصفهانی آورده است: «الحاج محمد کاظم اصفهانی معروف به طاوس العرفاء ملقب به سعادت‌علیشاه از معاریف عرفاً و اهل طریقت بوده در ابتدای جوانی به تجارت اشتغال داشته و میل صحبت عرفاً در دلش پدید آمده به صحبت جمعی رسیده عاقبت خدمت مست علیشاه مشرّف شده و در بعضی اسفار همراه آن جناب بوده و بعد از مست علیشاه به فیض شرافت حضور حاج میرزا کوچک رحمت علیشاه مستفیض گشته و در اواخر شوال سال ۱۲۷۱ اجازهٔ تلقین ذکر و دستگیری طالبین از او یافته و در سال ۱۲۷۶ مجدداً او را به لقب سعادت‌علیشاه ملقّب و مأذون در تلقین همهٔ اوراد و اذکار قلبیه و قالبیه نموده و در واقع خلیفهٔ خود نموده است. در اینجا بعضی پیروان رحمت‌علیشاه به حاجی آقا محمد شیرازی گرویده او را خلیفهٔ رحمت‌علیشاه قرار دادند و ملقب به منوّرعلیشاه بوده و در سال ۱۳۱۰ رحلت کرده و فرزندش حاج علی آقا ملقب به وفاعلی از او دعوی خلافت داشته. اگرچه سعادت‌علیشاه علم صوری کسب ننموده بود ولی در حقایق معانی و دقایق سیر و سلوک ثانی نداشته و در سال هزار و دویست و هشتاد و اندی چون ناملایماتی برایش در اصفهان روی داد که توقّف در اصفهان برای او متعذّر بود جلای وطن نموده و به طهران متوطّن شده و در سال ۱۲۸۹ به مکه معظمه مشرّف شده چون عود به طهران نموده ضعف مزاج در تزاید بوده تا آنکه در سال ۱۲۹۳ ارتحال به دار بی زوال کرد قبرش در شاه عبدالعظیم طهران است.»
حاج میرزا معصوم نایب الصّدر در طرائق الحقایق در وجه تسمیهٔ لقب طاووس العرفا می‌نویسد: «چون در جوانی خوش‌لباس و نیکوسیما بود و در مجالس فقرا قیام به انجام مقاصد و مرام آن‌ها داشته، شاهنشاه غازی محمدشاه ثانی به ایشان لقب طاووس العرفاء مرحمت فرمود.» لازم به یادآوری است که لقب عرفانی و طریقتی حاج محمّدکاظم اصفهانی، سعادتعلیشاه بوده است.
محمدحسن اعتمادالسلطنه مؤلف المآثر و الآثار با این عبارات از محمدکاظم اصفهانی یاد می‌کند: «طاووس العرفاء اصفهانی نامش حاج میرزا محمدکاظم از جملهٔ معاریف عرفاً و مرشدین طالبان طریقت بود. در سلسلهٔ نعمة اللهیّه زمانی دراز دستگیری‌ها و سرسپردگی‌ها به اعتبار و اختیار او به وقوع می‌رسید. شهرت این شخص در تمام ایران منبسط است، رحلتش در دارالخلافه اتّفاق افتاده.
محمدحسن جابری انصاری مؤلف تاریخ اصفهان و ری در خصوص تاریخ درگذشت حاج محمّدکاظم اصفهانی سعادت علیشاه نوشته است: «وفات محمدکاظم اصفهانی تاریخش را پدرم گفت: «بیاسوده بباغ عدن طاوس»»
(۱۲۹۳. ق)
محمّدعلی حبیب‌آبادی نویسنده سفرنامه عراضة الاخوان در سفرنامه خراسان می‌نویسد: «امّا طاووس العرفاء ـ علیه الرحمه ـ، پس او است سعادت‌علیشاه حاجی محمّدکاظم اصفهانی -قدّس اللّه روحه- که شرح حالش در جلد سیّم طرائق الحقائق و غیره نوشته و آنچه از آن‌ها بر می‌آید آن که او از معاریف عرفاً و مرشدین طالبان طریقت بوده و جذبه نفس مغناطیس‌اثرش هر مادّه مستعدّی را ربوده. اصلش از سلسله شیخ زین‌الدّین بن عینعلی خوانساری -رحمه اللّه- است و او در دارالسّلطنه اصفهان متولّد شده و در آغاز جوانی به تجارت اشتغال داشته و چون توفیق او را نعم الرّفیق و میل صحبت ارباب حال در دل او حاصل شده، به صحبت جمعی از بزرگان رسید و آخرالامر از خدمت مست علیشاه -علیه رحمةاللّه- به شرف توبه و تلقین مشرّف شد و در بعضی اسفار به ملازمت آن حضرت مستسعد بود و در آن ایام چون با لباسی خوش و سیمایی دلکش در مجالس فقراء قیام به انجام مقاصد و مرام آن داشته، لهذا، محمدشاه ایشان را طاوس العرفاء لقب دادند؛ و بعد از مست‌علیشاه به فیض شرافت حضور رحمت علیشاه حاجی میرزا کوچک زین‌العابدین بن حاجی محمّدمعصوم شیرازی -قدّس اللّه تعالی سرّه العزیز- که در ۱۴ ع ۱ سنه ۱۲۰۸ متولّد و پس از ۶۹ سال و ۱۱ ماه و ۳ روز قمری عمر، در شب ۱ شنبه ۱۷ صفر سنه ۱۲۷۸ وفات کرده و در قبرستان باب‌السلام شیراز مدفون است و در زمان خود، قطب سلسله علیّه نعمت اللهیّه بود، رسید و از فیوضات انفاس قدسیّه آن ولیّ عصر و عارف دهر به درجات واصلین و مقامات عارفین نائل شد و در اواخر شوّال سنه ۱۲۷۱ اجازه تلقین ذکر انفاسیّ و أوراد آن را به طالبین خطّه اصفهان یافته و در سنه ۱۲۷۲ ثانیاً به اجازه تلقین ذکر حیات و اوراد آن به نهجی که معهود است، در هر جا طالبی باشد سرافراز شد و در سنه ۱۲۷۶ به لقب سعادت‌علی و اجازه تعلیم اذکار قلبیّه مشرّف گردید و پس از فوت آن بنابر آنچه سلسله طاووسیّه گویند، منصب قطبیّت یافته، شهرتی فوق‌الوصف پیدا کرد. چنانچه نامش در تمام ایران منبسط گردید و زمانی دراز دستگیری‌ها و سرسپردگی‌ها همه به اختیار و اعتبار او به وقوع می‌رسید و عجب در این است که او اصلاً علم صوری کسب ننموده، بلکه امّی صِرف بود. لکن در معانی حقایق و دقایق سیر و سلوک کمتر کسی با او برابر بوده.
حافظ:
| نگار من که به مکتب نرفت و خط ننوشت |  | به غمزه مسئله آموز صد مدرّس شد |

... و جماعتی از بزرگان آن زمان دست ارادت بدان داده، لکن پس از وی  حاجی ملاّ سلطانعلی گنابدی -علیه الّرحمه- قطب آن سلسله گردید. امّا  حاجی ملاّ علی -علیه الرّحمة- پس او است نورعلیشاه ثانیّّ ابن سلطان محمّد بن حیدر محمّد بن سلطان محمّد بن ملاّ دوستمحمّد بن ملاّ نور محمّد بن حاجی محمّد بن حاجی قاسمعلی بیدختی -رحمة اللّه علیه- که شرح احوالش هم در جلد سیّم طرائق و غیره نوشته.»

## آثار مرتبط
حاج محمّدکاظم اصفهانی در زمان حیات خود تألیفی تصنیف ننمود ولی در چند کتاب به طور عام یا خاص ذکری از شرح احوال وی به میان آمده است. فهرست این آثار در ذیل ذکر می‌گردد. البته چنان‌که پیش از نیز اشاره و ذکر شد نام و شرح حال وی در بعضی از کتب تذکره و تاریخ دوران حیاتش مندرج است.
۱. رساله سعادتیه نگارش آقا عبدالغفار اصفهانی که وی در این کتاب به طور خاص به شرح زندگی حاج محمّدکاظم اصفهانی سعادت علیشاه پرداخته است.
۲. نابغه علم و عرفان در قرن چهاردهم نگارش حاج سلطانحسین تابنده رضاعلیشاه که در بخش‌هایی از کتاب به بیان زندگی و خصوصاً شرح ملاقات حاج محمّدکاظم اصفهانی با حاج ملاهادی سبزواری و حاج ملا سلطانمحمد بیدختی سلطانعیشاه پرداخته شده است.
۳. درآمدی بر تحولات سلسله نعمت اللهیه در دوران اخیر نگارش دکتر سید مصطفی آزمایش.

## جانشینان

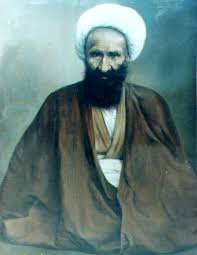
سلطان‌محمّد بیچاره بیدختی گنابادی(سلطان‌علیشاه)
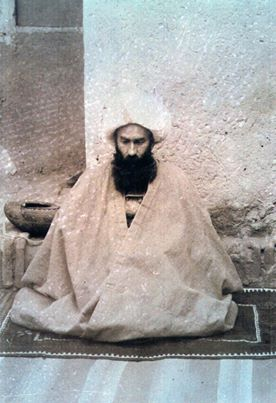
ملا علی بیچاره گنابادی(نورعلیشاه ثانی)
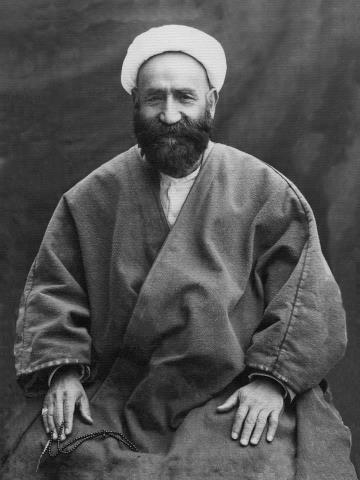
شیخ محمد حسن بیچاره بیدختی(صالح‌علیشاه)
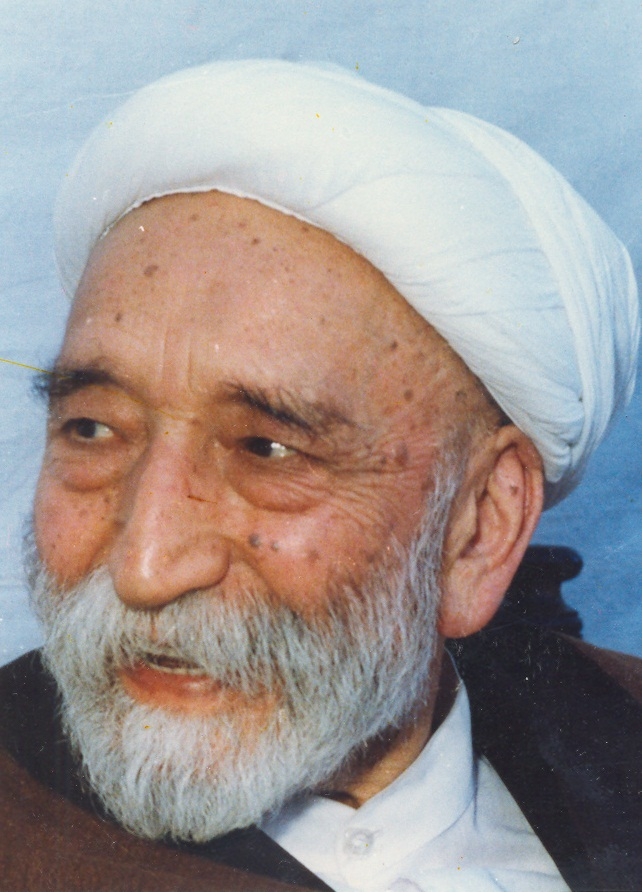
سلطانحسین تابنده(رضاعلیشاه ثانی)
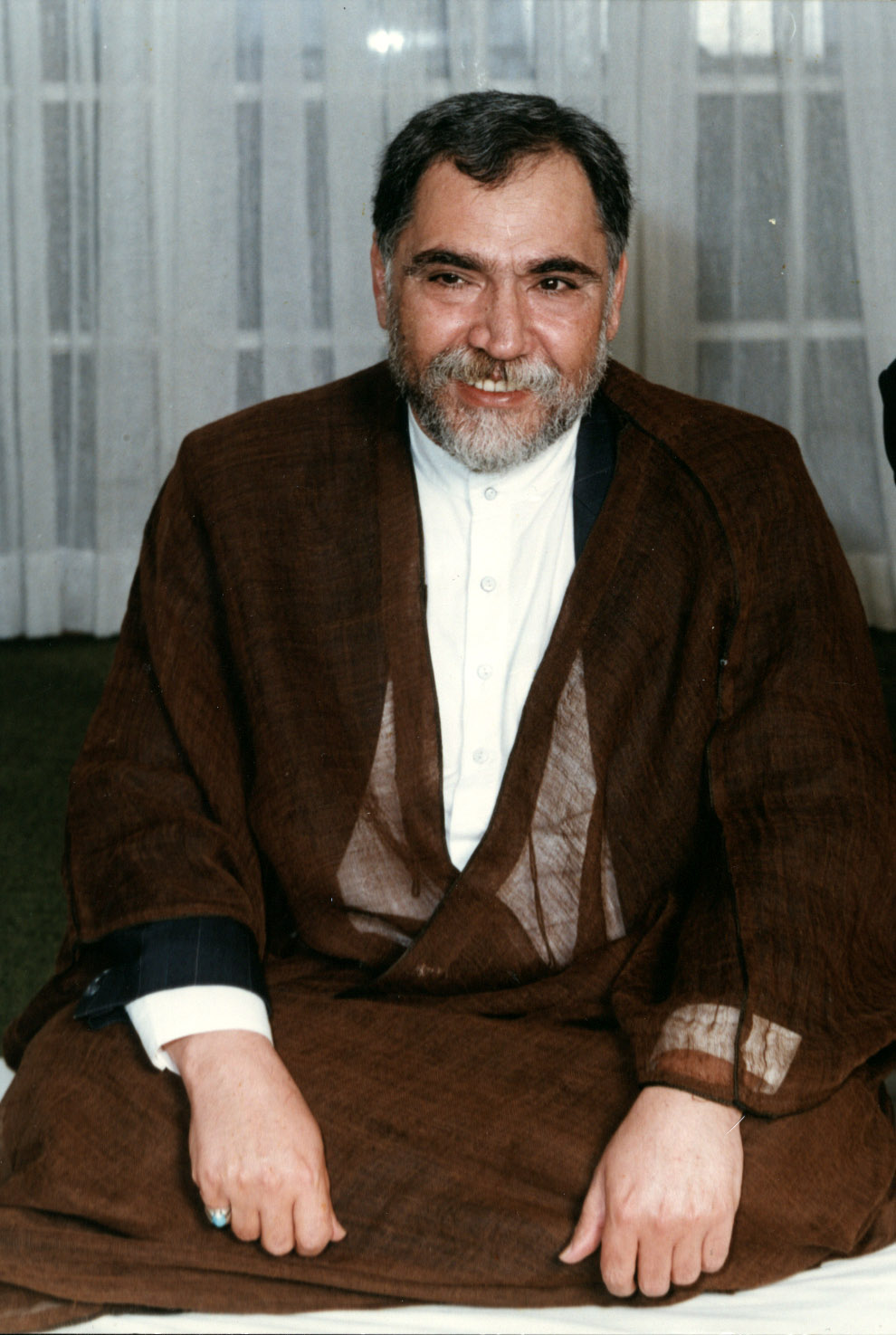
علی تابنده(محبوبعلیشاه)
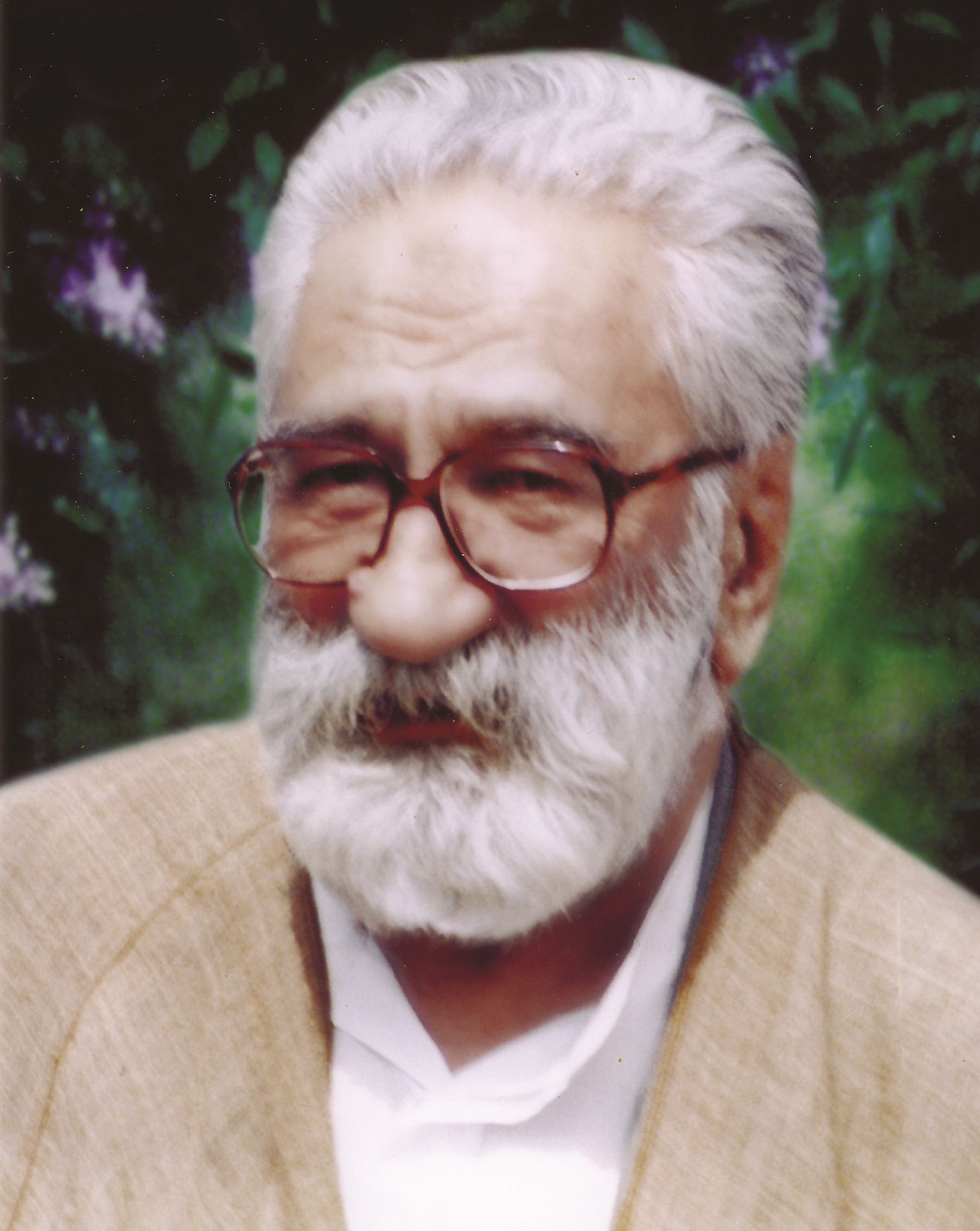
نورعلی تابنده(مجذوبعلیشاه)
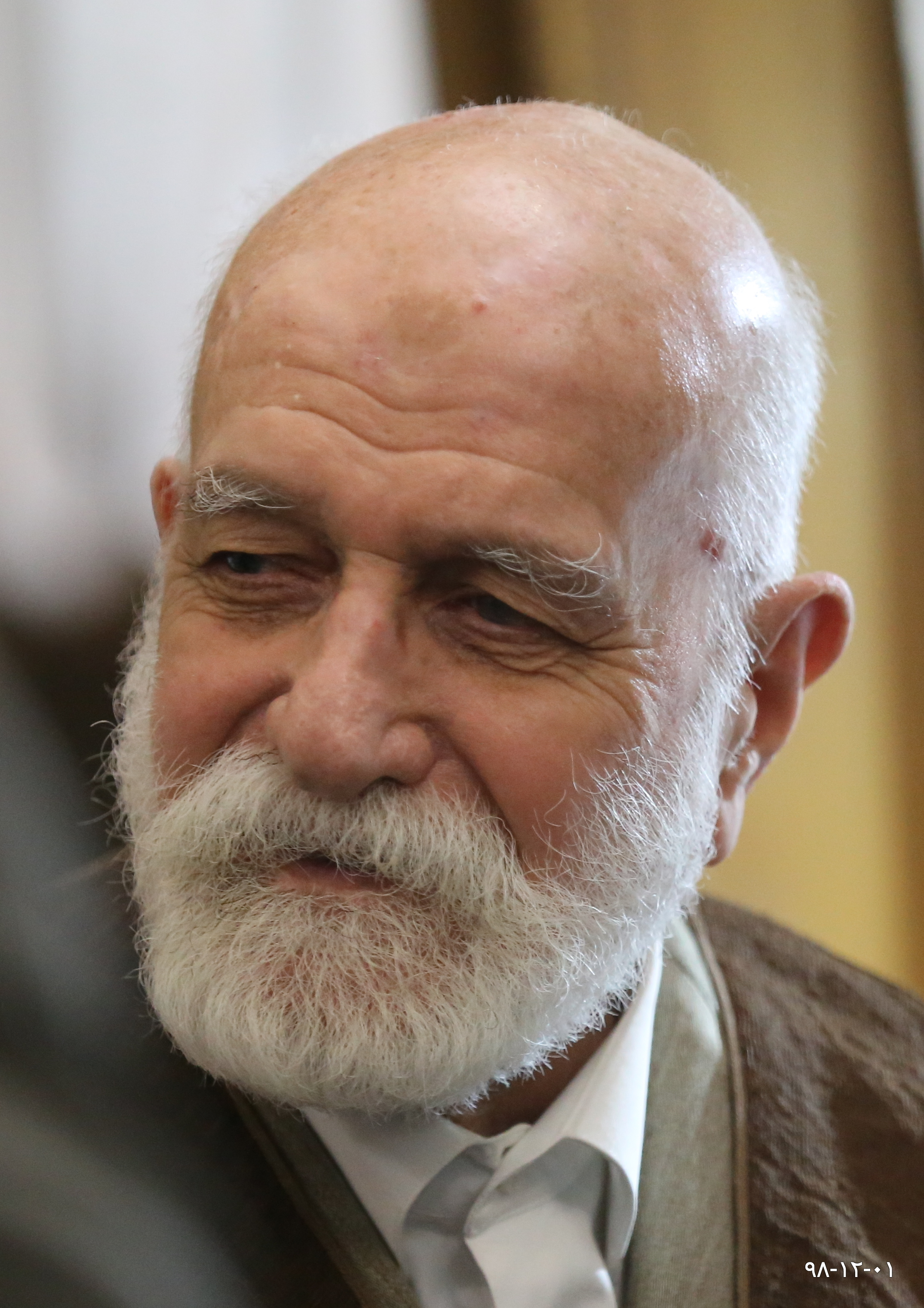
سیّد علیرضا جذبی اصفهانی(ثابت‌علیشاه)